# OGLE-TR-211b
OGLE-TR-211b es un planeta extrasolar situado en la constelación de Carina. Su radio es un 36% mayor que el de Júpiter y su masa un 3% mayor. Es un Júpiter caliente con un periodo orbital de solo 3,7 días.